# Baltinglass
Baltinglass (irisch Bealach Conglais) ist eine Landstadt im County Wicklow im Osten der Republik Irland.
Bealach Conglais, der irische Name von Baltinglass, bedeutet Weg des Conglas, eines Mitglieds der Fianna. Ein anderer irischer Name für den Ort, Mainistir an Bhealaigh, nimmt Bezug auf seine klösterliche Vergangenheit, die insbesondere in der Baltinglass Abbey aus dem 12. Jahrhundert, einem früheren Zisterzienserkloster, repräsentiert ist.
Baltinglass liegt am River Slaney im südlichen Westen von Wicklow, nahe dessen Grenze mit den Countys Kildare und Carlow, an den westlichen Ausläufern der Wicklow Mountains. Seine Einwohnerzahl wurde bei der Volkszählung 2022 mit 2611 Personen ermittelt, womit sich die Einwohnerzahl seit 1991 mehr als verdoppelt hat.
Baltinglass liegt an der N81 von Dublin über Tallaght und Blessington nach Tullow und weiter zur N80 nach Carlow Town und Enniscorthy. Per Bus ist Baltinglass mit Carlow und drei- bis viermal täglich mit Dublin verbunden. An den Schienenverkehr in Irland ist Baltinglass nicht mehr angeschlossen.

## Sehenswürdigkeiten
- Baltinglass Hill Passage Tombs
- Hillfort
- Baltinglass Abbey

## Persönlichkeiten
- Godfrey Timmins (1927–2001), Politiker
- Billy Timmins (* 1959), Politiker